# Jesús Martínez Guerricabeitia
Jesús Amor Martínez Guerricabeitia (El Villar, 1922 - València, 7 de setembre de 2015) va ser un empresari, mecenes i col·leccionista d'art valencià, que patí presó durant la dictadura franquista a causa de les seves creences polítiques llibertàries.
Era fill d'un miner anarcosindicalista i autodidacta, li va obrir la curiositat intel·lectual que no perdria mai malgrat la repressió soferta per la família després de la Guerra Civil Espanyola. A la presó va rebre formació de professors i intel·lectuals també represaliats. Un cop ja en llibertat, va treballar a València reparant matrius de linotípies fins que va marxar amb la seva família a Colòmbia el 1951. Va fundar amb el seu germà José l'editorial Ruedo Ibérico el 1961 i va tornar a València el 1965, on va fundar una empresa d'exportació de calçat als Estats Units.
Dels beneficis obtinguts al llarg de la seva vida, va dedicar bona part d'ells al mecenatge cultural i cívic, el col·leccionisme d'art contemporani i a la creació el 1989 d'una fundació vinculada a la Universitat de València a través de la seva Fundació General amb el nom de Patronat Martínez Guerricabeitia. A aquest patronat va arribar el gruix de la col·lecció d'art de Jesús Martínez el 1999. El patronat desenvolupa, des de llavors, una intensa labor de difusió i finançament d'exposicions amb altres institucions com l'Institut Valencià d'Art Modern (IVAM), la mateixa universitat o l'Ajuntament de València. Del conjunt de peces donades, que sumava en el moment de la seva defunció en més de 500 obres, destacaven les d'autors com l'Equip Crònica, Juan Genovés o Eduardo Arroyo, entre molts d'altres.
El 2004, la Biblioteca Valenciana Nicolau Primitiu va rebre en donació la seva biblioteca particular, formada per més de 23.000 volums.
Al llarg de la seva vida va rebre nombrosos reconeixements per la seva labor cultural. Entre ells, destaquen la Medalla de la Universitat de València (1997), el Premi de l'Associació Valenciana de Crítics d'Art (1998), la Medalla de Sant Carles de la Universitat Politècnica de València (1999) i la Medalla d'Argent del Consell Valencià de Cultura (2008).